# Michael Bennett (Footballspieler, 1978)
Michael Antwon Bennett (* 13. August 1978 in Milwaukee, Wisconsin) ist ein ehemaliger American-Football-Spieler. Er spielte auf der Position des Runningbacks in der National Football League (NFL). Er wurde von den Minnesota Vikings als insgesamt 27. Spieler in der ersten Runde des NFL Draft 2001 ausgewählt. Er war einer der schnellsten Läufer der NFL und brauchte nur 4,13 Sekunden beim 40-Yard-Sprint am Pro Day, der zweitbeste Wert in der NFL-Geschichte hinter Bo Jackson, welcher nur 4,12 Sekunden benötigte.

## NFL

### Minnesota Vikings
Bennett wurde von den Minnesota Vikings in der ersten Runde im NFL Draft 2001 ausgewählt. Als Rookie wurde Bennett bereits Starter, da der vorherige Runningback der Vikings, Robert Smith, unerwartet zurücktrat. In der Saison 2002 lief Bennett 1.296 Yards und fing für 351 Yards, was ihn in den Pro Bowl brachte. Jedoch geriet danach seine Karriere aufgrund einer Verletzung ins Stocken.
Die Vikings entließen Bennett am Ende der Saison 2005 wegen einer anhaltenden Verletzung und Handhabungsprobleme mit dem Ball.

### New Orleans Saints
2006 verpflichteten die New Orleans Saints Bennett als Ersatzspieler für Deuce McAllister. Nachdem die Saints Reggie Bush im NFL Draft 2006 verpflichteten tauschten sie Bennet für einen viertrunden Pick zu den Kansas City Chiefs.

### Kansas City Chiefs
Die Saisons 2006 und 2007 verbrachte Bennett bei den Kansas City Chiefs.

### Tampa Bay Buccaneers
Am 16. Oktober 2007 verpflichteten die Tampa Bay Buccaneers von den Chiefs, nachdem sich die beiden Runningbacks Carnell Williams und Michael Pittman verletzten.
Am 15. Februar 2008 wurde Bennett von den Buccaneers erneut verpflichtet. Er wurde am 11. November 2008 erneut entlassen.

### San Diego Chargers
Am 12. November 2008 wurde Bennett von den San Diego Chargers verpflichtet. Er wurde am 19. März 2010 entlassen.

### Oakland Raiders
Bennett unterschrieb am 6. Mai 2010 einen Vertrag mit den Oakland Raiders. Er wurde am 5. September 2011 entlassen.

## Persönliches
Bennett ist der Neffe des ehemaligen Green Bay Packers und Indianapolis Colts Linebacker / Defensive End Tony Bennett.